# Hipólito Yrigoyen
Hipólito Yrigoyen (Buenos Aires, 12 de juliol de 1852 - Buenos Aires, 3 de juliol de 1933), va ser un polític argentí, dues vegades president del seu país (1916-1922 i 1928-1930) i figura rellevant de la Unió Cívica Radical. Va ser el primer president de la història argentina a ser triat per sufragi universal masculí i secret.
El seu segon mandat va ser interromput per un cop d'estat, que va iniciar l'anomenada dècada infame, i que va ser el primer d'una sèrie de cops que van imposar dictadures militars fins a la dècada de 1980.

## Infància i joventut
Hipólito Yrigoyen va ser el tercer fill de Martín Yrigoyen i de Marcelina Alem, germana de Leandro N. Alem. Segons les investigacions de Roberto Etchepareborda, el seu cognom original — a diferència del de Bernardo d'Irigoyen — era "Hirigoyen", que significa "Ciutat de l'alt". Al País Basc del Nord la "h" s'aspira com en anglès, mentre que al País Basc del Sud no es pronuncia, per tant el cognom Hirigoyen probablement té el seu origen a Iparralde, mentre que les seves variants Yrigoyen i Irigoyen el tenen a Hegoalde.
Va néixer i es va criar al suburbi de Balvanera de la Ciutat de Buenos Aires. El seu pare era un treballador immigrant, d'origen basc, que treballava de cuidador i "sanador" de cavalls. El pare d'Hipólito es va casar amb la filla del seu patró, Leandro Antonio Alen, un mazorquero rosista, futur pare i avi de Leandro N. Alem i Hipólito Yrigoyen, respectivament, que seria afusellat i penjat a la Plaça de Maig.
Hipólito Yrigoyen i el seu oncle Leandro N. Alem — qui va canviar l'última lletra del seu cognom per a no ser discriminat pel record del seu pare — van començar la seva vida política com a membres del Partit Autonomista, conduït per Adolfo Alsina, un partit de base popular enfrontat al Partit Nacional de Bartolomé Mitre.
El 1872, quan Alem va ser elegit diputat provincial, Hipólito Yrigoyen, amb 20 anys, va ser nomenat gràcies a la influència del seu oncle, Comissari (Policia) de Balvanera. El 1877 Alem i Yrigoyen es van enfrontar al sector oficial del Partit Autonomista, portant com candidat propi a Aristóbulo del Valle i sostenint una actitud d'intransigent oposició als acords entre dirigents. L'enfrontament intern va acabar amb l'exoneració d'Yrigoyen. A l'any següent Yrigoyen va ser elegit diputat provincial pel Partit Republicà. Però, una vegada mort Alsina, va retornar a l'autonomisme.
Yrigoyen va ingressar també a la maçoneria, de la mà del seu oncle.
Al federalitzar-se Buenos Aires i davant l'arribada de Julio A. Roca a la presidència, Alem va abandonar la política, mentre que Yrigoyen va acceptar la federalització i va resultar elegit diputat nacional pel reorganitzat Partit Autonomista Nacional el 1880, seguint a Roca. Dos anys després, igual que el seu oncle, desencantat de Roca, va abandonar la política. En aquest moment, diu Félix Luna, "Yrigoyen no és encara sinó el nebot d'Alem".
Per a 1882 Yrigoyen havia finalitzat les matèries teòriques de la carrera d'Advocat a la Universitat de Buenos Aires i li faltaven els pràctics. Anys enrere havia treballat en l'estudi jurídic que compartien Leandro Alem i Aristóbulo del Valle, però mai va exercir l'advocacia.
Per llavors, amb 30 anys, era una persona d'escassos recursos. Havia començat a treballar com a professor d'Història argentina, Instrucció Cívica i Filosofia al Col·legi Normal de Mestres, designat per Domingo Faustino Sarmiento, i seguia vivint a casa del seu oncle. Els salaris que percebia eren transferits a l'Hospital de Nens.
En aquesta època va descobrir el pensament filosòfic de Karl Krause, a través dels krausistes espanyols: Julián Sanz del Rio, Francisco Giner de los Rios, etc., que influirà considerablement al seu pensament.
En aquesta dècada Hipólito Yrigoyen es va enriquir, dedicant-se a la hivernada, és a dir la compra de bovins ja criats, per al seu engreix i venda al frigorífic. Per això va arrendar una finca i en va comprar tres més. En total, gairebé 25 llegües de terra. Entre altres camps, va ser propietari de la finca el" El Trigo", a prop de las Flores, Província de Buenos Aires, una de les millors zones de pastura del país; "El Señal" a Anchorena, província de San Luis; i "El Quemado" a prop de Bahía Blanca. Yrigoyen va acumular una important fortuna de diversos milions de pesos, que van ser utilitzats gairebé completament a l'activitat política, fins a tal punt què, al moment de morir, la seva successió va deixar un dèficit.
La seva relació amb les dones ha estat summament discutida i atacada públicament pels seus opositors. Yrigoyen va mantenir una gran quantitat de relacions sexuals sense lligams. En una d'aquestes relacions informals, Yrigoyen va tenir una filla que l'acompanyarà tota la vida: Elena. Mai va admetre tenir altres fills, encara que se sap que en va tenir molts més, almenys sis.
El 1889, Yrigoyen es va mudar a la seva pròpia casa, enfront del que avui és la Plaça dels dos Congressos de la Ciutat de Buenos Aires, al carrer que porta el seu nom, a l'altura del 1600. Per aquesta època va entaular una profunda amistat amb dos amics del seu germà tràgicament mort, i que tindrien molt a veure amb els canvis institucionals que el portaran a la presidència de la Nació: Carlos Pellegrini i Roque Sáenz Peña.

## La lluita armada (1890-1912)
Va participar activament en la Revolució de 1890 i en la de 1893. Durant la primera era candidat a cap de policia, en cas de triomfar la revolució; a la segona va organitzar, va conduir i va finançar un exèrcit radical de 8.000 homes. Va ser un dels fundadors, seguint al seu oncle i a Aristóbulo del Valle, tant de la Unió Cívica com de la Unió Cívica Radical que seran dirigides per Leandro N. Alem.
Malgrat l'afecte que sentia pel seu oncle, desconfiava de les seves condicions per al lideratge, el que va portar a enfrontar-se políticament i a organitzar la Unió Cívica Radical de la província de Buenos Aires com un partit polític autònom.
Després del suïcidi del seu oncle Leandro N. Alem i la mort d'Aristóbulo del Valle, el 1896, Yrigoyen es va manifestar en profund desacord amb l'orientació pactista amb el mitrisme que imposava el president del Comitè Nacional, Bernardo d'Irigoyen, com a tàctica per enfrontar-se a Roca, quan aquest s'encaminava a la seva segona presidència el 1898. Quan la Convenció Nacional de la UCR va sancionar la trucada política de les paral·leles per a concórrer a eleccions juntament amb els mitristes, Yrigoyen va dissoldre el Comitè de la UCR de la província de Buenos Aires, desbaratant l'estratègia dels bernardistes. Des de llavors, el radicalisme entraria en un estat d'inorganització fins a la reorganització partidària de 1904.
El 1903 Yrigoyen va començar la reorganització institucional de la UCR, i va encapçalar i va finançar amb els seus propis diners la Revolució de 1905, que va resultar un fracàs. No obstant això, tant el convenciment que havia d'eliminar-se abusos, com la por a un nou aixecament armat d'Yrigoyen, va portar al seu amic i president de la Nació, Roque Sáenz Peña a sancionar la Llei del Vot Secret el 1912, més coneguda com a Llei Sáenz Peña que el portaria a la presidència el 1916.

## Primera presidència (1916-1922)

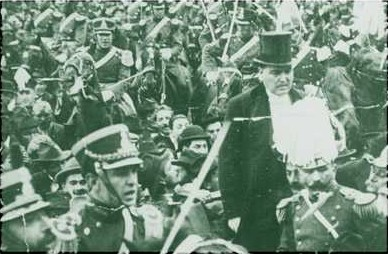
Yrigoyen abans de prendre possessió el 1916

L'impuls inicial de la conquesta dels drets democràtics es va veure frenat, ja que la UCR no controlava el Senat ni la governació de moltes de les províncies. Yrigoyen va recórrer en diversos casos a la intervenció federal, aprofundint l'enfrontament amb els sectors conservadors.
Econòmicament, l'Argentina es va beneficiar de la fi de la Primera Guerra Mundial, amb l'obertura dels mercats als productes primaris (carn i cereals) que eren la base de la seva riquesa. Argentina era coneguda com "el graner del món" i figurava entre els primers llocs en producte brut per habitant.
Malgrat les seves mesures de caràcter social, com l'obligatorietat del descans dominical, va reprimir o va permetre a sectors de l'exèrcit i grups paramilitars reprimir amb grans matances diverses mobilitzacions d'obrers. En particular, la Setmana Tràgica de Buenos Aires i els afusellaments de la Patagònia.
Per indicació seva, el candidat radical per a les eleccions de 1924 va ser Marcelo Torcuato de Alvear. Aquest va resultar electe, i aviat es va situar al capdavant de la fracció antipersonalista del seu partit, és a dir, l'oposada a Yrigoyen.

## Segona presidència (1928-1930)

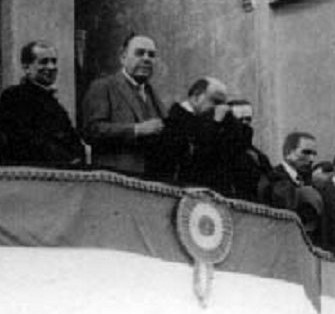
Yrigoyen al prendre possessió al 1928

Yrigoyen va ser elegit president novament el 1928, derrotant a una coalició de conservadors i radicals antipersonalistes.
El 1929 es va produir la Gran Depressió mundial. El radicalisme dirigit per Yrigoyen no va saber respondre a les noves tendències sociopolítiques i econòmiques que la crisi estava configurant, en un context de desintegració de tot un paradigma econòmic mundial.
Yrigoyen va intervenir les províncies de Mendoza i San Juan, governades per radicals opositors (el lencinisme a la primera, i el bloqueig dels Cantoni a la segona). A fi d'any, el senador opositor mendocí Carlos Washington Lencinas va ser assassinat per un militant yrigoyenista. El crim va causar estupor al país; lògicament, Yrigoyen va ser acusat d'haver-ho ordenat, encara que no és probable que això hagi ocorregut. Un mes més tard, hi va haver un atemptat anarquista contra Yrigoyen al sortir del seu domicili per anar a la Casa de Govern.
L'any 1930 va començar amb un altre assassinat d'un opositor a una província intervinguda pel govern, el de l'advocat bloquista Manuel Ignacio Castellà. El 2 de març es van realitzar les eleccions parlamentàries, en les quals la Unió Cívica Radical va perdre estrepitosament a la Ciutat de Buenos Aires, enfront dels 100.000 vots obtinguts pel Partit Socialista Independent, seguits del Partit Socialista Original, amb 84.000. Els radicals van obtenir 83.000. En tot el país, la UCR va retrocedir el seu suport electoral, obtenint 655.000 vots, mentre l'oposició va aconseguir 695.000.
En plena crisi econòmica i política, i quan encara faltaven quatre anys per a les eleccions presidencials, la debilitat del govern d'Yrigoyen es va fer crítica. El radicalisme estava completament dividit i el govern no tenia diàleg amb l'oposició.
El fet més important i durador del segon govern d'Yrigoyen va ser la decisió presa l'1 d'agost per part de l'empresa petroliera estatal YPF d'intervenir en el mercat petroler per fixar el preu i trencar els trusts.
37 dies després, el 6 de setembre de 1930, va ser deposat pel primer cop d'estat de l'època constitucional. Diversos historiadors han vinculat, almenys parcialment, el cop militar amb la decisió d'YPF. En el curs del cop d'estat, torbes de manifestants van assaltar la casa d'Yrigoyen per saquejar-la.

## Últims anys
Després del seu derrocament, Yrigoyen va ser detingut i confinat reiteradament a l'Illa Martín García.
Va morir en Buenos Aires el 3 de juliol de 1933, essent acompanyat en el seu comiat per una de les manifestacions espontànies més massives i sorprenents de la història argentina. Les seves restes mortals descansen en el Cementiri de la Recoleta de la Ciutat de Buenos Aires, al Panteó dels Caiguts de la Revolució del Parc de 1890, juntament amb el seu oncle Leandro N. Alem i Arturo Umberto Illia.

## L'herència política d'Yrigoyen
Grups i moviments de la major part dels partits polítics argentins han reivindicat l'herència política d'Hipólito Yrigoyen, el yrigoyenisme.
Entre aquests grups pot esmentar-se a FORJA, creada el 1935; el Moviment Intransigent i Renovador de la UCR creat el 1945, el mateix Perón que en més d'una oportunitat va reclamar una línia popular San Martín-Yrigoyen-Perón. També la van reivindicar alguns socialistes, com Guillermo Estévez Boero o Hermes Binner, o comunistes com Rodolfo Puiggrós, entre d'altres.
El 2005, a través de la Llei 26.040, el Govern Argentí va crear l'Institut Nacional Yrigoyeneà, figura jurídica amb la qual continuaria una institució creada el 1948, el president de la qual és l'ex vicepresident argentí Dr. Víctor Martínez.	